# Home (The X-Files)
«Home» es el segundo episodio de la cuarta temporada de la serie de televisión estadounidense de ciencia ficción The X-Files, que se emitió originalmente en la cadena Fox el 11 de octubre de 1996. Dirigido por Kim Manners, fue escrito por Glen Morgan y James Wong. «Home» es una historia del «monstruo de la semana», desconectada de la mitología general de The X-Files. Visto por 18,85 millones de espectadores, la transmisión inicial tuvo una calificación Nielsen de 11,9. «Home» sería el único episodio de The X-Files en llevar una calificación TV-MA al momento de la transmisión y el primero en recibir una advertencia de discreción del espectador por contenido gráfico si el sistema hubiera estado presente en ese momento; el sistema de clasificación por edades se presentaría dos meses después, el 19 de diciembre de 1996. Los críticos en general fueron elogiosos y elogiaron la naturaleza perturbadora de la trama; varios hicieron comparaciones con el trabajo del director Tobe Hooper. Algunos críticos sintieron que la violencia fue excesiva.
La serie se centra en los agentes especiales del FBI Fox Mulder (David Duchovny) y Dana Scully (Gillian Anderson), quienes trabajan en casos relacionados con lo paranormal, llamados colectivamente expedientes X. Mulder cree en lo paranormal; inicialmente se asignó a la escéptica Scully para desacreditar su trabajo, pero los dos han desarrollado una profunda amistad. En este episodio, Mulder y Scully investigan la muerte de un bebé que nació con graves defectos físicos. Viajando a la pequeña ciudad aislada de Home, Pensilvania, la pareja conoce a los Peacocks, una familia de granjeros deformes que no han salido de su casa en una década. Inicialmente, Mulder sospecha que los hermanos secuestraron y violaron a una mujer para engendrar al niño, pero la investigación descubre una larga historia de incesto que involucra a la propia madre de los Peacock.
«Home» marca el regreso de los escritores Morgan y Wong, quienes dejaron el programa después de su segunda temporada. Intentaron que el episodio fuera lo más ambicioso e impactante posible y se inspiraron en hechos de la vida real, incluido el documental Brother's Keeper y una historia de la autobiografía de Charlie Chaplin sobre un encuentro con una familia en la zona rural de Gales. El contenido gráfico del guion generó controversia desde el principio del proceso de producción. Los comentaristas han identificado temas dentro del episodio que satirizan el sueño americano, abordan la globalización y exploran la naturaleza de la maternidad. Ha sido citado como un episodio fundamental de The X-Files por críticos y miembros del equipo.

## Argumento
En el pequeño pueblo de Home, Pensilvania, una mujer da a luz a un bebé deforme. Tres hombres con deformaciones similares lo entierran cerca de su casa en ruinas durante una tormenta. Fox Mulder (David Duchovny) y Dana Scully (Gillian Anderson) son enviados a investigar después de que unos niños encuentran el cadáver durante un juego de pelota en un solar. Mientras habla con el sheriff de Home, Andy Taylor (Tucker Smallwood), Mulder pregunta si los hermanos Peacock, los habitantes de la casa más cercana a la escena del crimen, han sido interrogados sobre el bebé. Taylor le informa que la casa data de la guerra civil estadounidense y no tiene electricidad, agua corriente ni calefacción. También insinúa que la familia ha estado endógama desde la guerra. Los tres hermanos Peacock observan a los agentes desde el porche delantero.
Durante una autopsia, los agentes descubren que el bebé se asfixió al inhalar tierra, lo que significa que fue enterrado vivo. Scully sugiere que los defectos del bebé podrían haber sido causados por la endogamia. Mulder insiste en que esto sería imposible ya que los Peacock parecen vivir en un hogar exclusivamente masculino. Al sospechar que los Peacocks han secuestrado y violado a una mujer, Mulder y Scully investigan su residencia ahora abandonada y descubren sangre, tijeras y una pala sobre una mesa. En represalia, los Peacock entran en la casa del Sheriff Taylor durante la noche y lo asesinan a él y a su esposa, Barbara (Judith Maxie).
Las pruebas de laboratorio indican que los padres del bebé eran miembros de la familia Peacock. Creyendo que los tres hermanos Peacock deben tener como rehén a la madre del bebé muerto, los agentes y el ayudante Barney Paster (Sebastian Spence) van a arrestarlos. Cuando Paster derriba la puerta principal de la casa, es decapitado por una trampa, antes de que los hermanos desgarren el cuerpo. Mulder y Scully luego liberan a los cerdos de los pavos reales para atraerlos fuera de la casa antes de registrarla. Los agentes encuentran a un amputado cuádruple escondido debajo de una cama. Se revela que es la Sra. Peacock, la madre de los niños, que se ha estado reproduciendo con ellos durante años. Los hermanos se dan cuenta de que Mulder y Scully están dentro de su casa y los atacan. Los dos hijos menores resisten varios disparos antes de morir, uno de ellos empalado en otra trampa explosiva. Posteriormente, los agentes descubren que la Sra. Peacock y su hijo mayor se escaparon en su automóvil y planean formar una nueva familia en otro lugar.

## Producción

### Trasfondo
«Home» marcó el regreso de los escritores Glen Morgan y James Wong, quienes habían dejado la producción después de la segunda temporada para trabajar en otros proyectos de televisión. Antes de su partida, Morgan y Wong habían escrito muchos episodios de la serie y fueron fundamentales en el éxito de su primera temporada. Los dos desarrollaron Space: Above and Beyond, una serie de televisión de ciencia ficción cancelada después de una temporada. Posteriormente, los dos se reincorporaron al personal de The X-Files y se convirtieron en escritores de la cuarta temporada. Para causar impacto en su regreso, decidieron escribir una historia ambiciosa e intentaron producir un guion lo suficientemente impactante como para traspasar los límites de la televisión. La coprotagonista de Space: Above and Beyond, Kristen Cloke, les aconsejó que estudiaran libros sobre el lado «oscuro» de la naturaleza para que pudieran escribir sobre temas como el supervivencialismo.
Muchos actores de Space: Above and Beyond aparecieron en la cuarta temporada; el primero fue Tucker Smallwood, quien interpreta al sheriff Andy Taylor en «Home». Cuando Morgan le presentó el episodio por primera vez a Chris Carter, describió específicamente a tres actores del programa, James Morrison, Rodney Rowland y Morgan Weisser, como el trío de «hermanos mayores raros». El episodio contenía referencias a la televisión popular, como el uso de los nombres Andy Taylor y Barney, y la referencia a Mayberry, que son referencias a personajes y ciudades ficticias de The Andy Griffith Show.

### Escritura

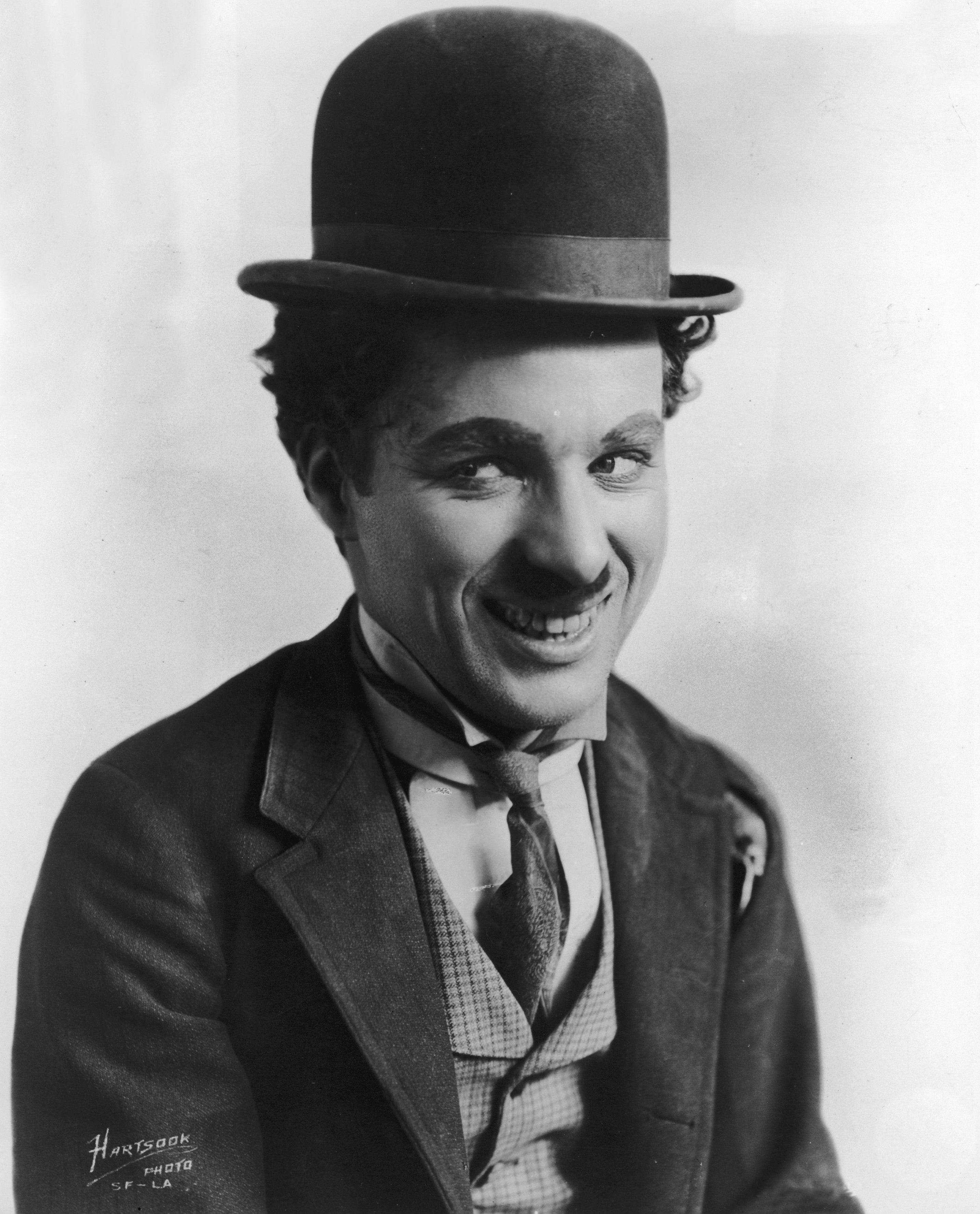
Glen Morgan y James Wong se inspiraron en una historia de la autobiografía de Charlie Chaplin

Las fuentes consultadas por los escritores incluyeron Brother's Keeper (1992), un documental que describe la historia de los Ward, cuatro hermanos «apenas alfabetizados» que vivían en una granja que había pasado de generación en generación. Los hermanos llamaron la atención internacional tras el presunto asesinato de William Ward por parte de su hermano Delbert. Con un coeficiente intelectual estimado de 68, Delbert escapó de la acusación alegando que la policía lo había engañado durante el interrogatorio. Wong eligió basar a la familia Peacock en los Ward, incorporando sus estilos de vida en el guion. El nombre «Peacock» proviene de los antiguos vecinos de los padres de Morgan.
Más inspiración provino de una historia en la autobiografía de Charlie Chaplin; mientras estaba de gira con una producción de teatro musical, se quedó en la casa de vecindad de un minero en Gales. Después de la cena, el anfitrión le presentó a Chaplin a un hombre desfigurado y sin piernas llamado Gilbert que dormía en un armario de la cocina; Glen Morgan recordó incorrectamente esto como un niño totalmente sin extremidades que estaba debajo de una cama. Chaplin describió al hombre como «un medio hombre sin piernas, una cabeza plana y rubia de gran tamaño, un rostro blanco repugnante, una nariz hundida, [y] una boca grande» que podía saltar usando sus brazos, pero Morgan lo recordó mal como si el hombre no tuviera extremidades y «se dejaba caer» mientras la familia cantaba y bailaba. Morgan usó su recuerdo de este incidente dentro del guion, aunque por sugerencia de Wong cambiaron el personaje a la madre del niño. El episodio también se hizo como un homenaje a las películas de terror de la década de 1970 como The Texas Chain Saw Massacre (1974) de Tobe Hooper y The Hills Have Eyes (1977) de Wes Craven.
Tomó algún tiempo para que los conceptos se unieran en una historia; los elementos aparecieron por primera vez en el episodio de la segunda temporada «Humbug», escrito por el hermano de Morgan, Darin y con un elenco de artistas de circo. El episodio incorporó varios temas que tuvieron influencia en «Home», incluido el uso de un «alma benigna atrapada en el cuerpo de un monstruo».
Cuando el director Kim Manners leyó el guion de «Home», lo llamó «el guion de terror más clásico que jamás veré». Los productores, por otro lado, sintieron que el programa había ido demasiado lejos y lo llamaron «insípido». William B. Davis, el actor que interpretó al principal antagonista de la serie, el fumador, argumentó que el guion decía que Morgan y Wong querían volver deliberadamente a los orígenes estilísticos de la serie.

### Rodaje y posproducción

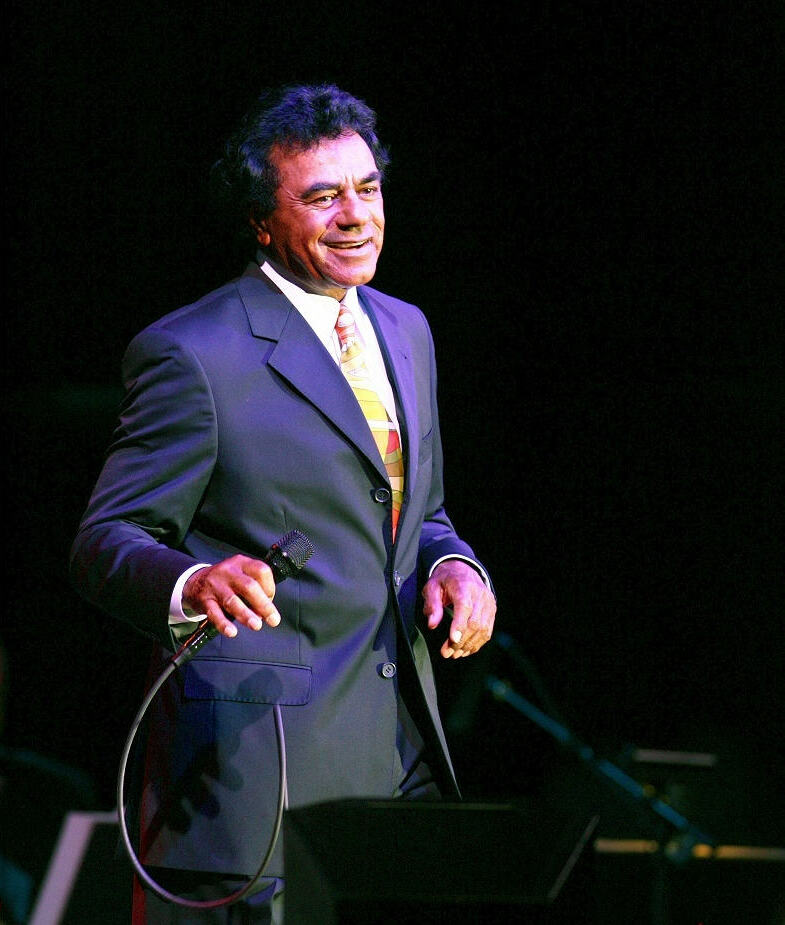
Johnny Mathis se negó a permitir que su versión de «Wonderful! Wonderful!» se usara en «Home», debido al contenido del episodio.

Como el resto de la cuarta temporada, «Home» se filmó en Columbia Británica. La mayoría de las escenas que representan edificios se rodaron en la ciudad de Surrey, Columbia Británica. Como la arquitectura de la ciudad comprendía estilos tanto antiguos como nuevos, se emplearon ángulos inversos cuidadosos para preservar la impresión de «ciudad pequeña de Estados Unidos». El edificio utilizado como la casa Peacock se había utilizado previamente en el episodio de la segunda temporada «Aubrey». En ese momento, los productores señalaron que la casa había estado «sin tocar durante años» y era «tan buena» que tuvieron que volver para filmarla nuevamente. El automóvil que conduce la familia Peacock en el episodio fue encontrado en una granja en las afueras de Vancouver. Fue alquilado y restaurado para su uso en el episodio. Posteriormente, Cadillac envió a los productores una carta agradeciéndoles por incluir uno de sus autos en el programa.
Después de que se emitió el episodio, Tucker Smallwood recordó que la filmación fue una experiencia desagradable. Entró en la producción del episodio con poco conocimiento de la naturaleza de The X-Files y se sorprendió cuando recibió el guion. Durante su primer día en el set, preguntó a otros miembros del elenco si la serie siempre fue tan violenta. Un miembro del equipo no identificado dijo: «Esto es horrible incluso para nosotros» y comentó que probablemente fue el episodio más espantoso de la serie. Durante la escena de la muerte del sheriff, Smallwood insistió en realizar sus propias escenas de acción, hasta que se golpeó la cabeza al intentar zambullirse. Otro momento incómodo para el actor fue estar acostado boca abajo en un charco de sangre falsa durante más de 90 minutos.
El episodio incorpora la canción «Wonderful! Wonderful!» del músico Johnny Mathis. Habiendo leído el guion, Mathis se negó a permitir que se usara su versión, debido al contenido gráfico del episodio, y se tuvo que crear otra versión. El productor David Nutter, que tenía experiencia como cantante, tenía la intención de grabar las voces, pero en el último minuto se contrató a otro cantante que sonaba más como Mathis. Manners explicó que quería usar la canción porque «ciertas canciones [como “Wonderful! Wonderful!”] tienen una cualidad espeluznante y repulsiva que ninguno de nosotros ha reconocido abiertamente».
«Home» se presentó por primera vez a los censores con un audio del bebé gritando mientras era enterrado vivo. Los ejecutivos de Fox le pidieron a Ten Thirteen Productions que modificara el audio para que el bebé sonara enfermo; señalaron que el cambio de audio era necesario para mostrar que el niño estaba enfermo y que los Peacock no estaban simplemente matando a un niño inocente. Manners calificó la toma, mostrada desde la perspectiva del niño, del entierro del bebé como «la toma más horrible de mi carrera». Dijo que abordó la filmación con la mayor seriedad posible porque sintió que el guion era un clásico. Cuando terminó la producción, Manners declaró que era uno de sus favoritos. Duchovny estuvo de acuerdo con Manners y dijo: «Realmente me gusta ese. Aunque no me asustó». Explicó que lo «tocó» con sus temas sobre el deseo de «vivir y propagarse».

## Temas
«Home» presenta una visión satírica de los valores familiares tradicionales, mostrando el conflicto entre los valores estadounidenses clásicos y la cultura más moderna. Contiene paralelismos con la obra Buried Child de Sam Shepard, que termina con el cadáver de un niño (que a su vez fue producto del incesto) exhumado del campo de maíz en el patio trasero. La escritora Sarah Stegall vio la apertura como un comentario sobre la ideología del sueño americano, usando la muerte de un niño para «hablarnos de esperanzas y miedos enterrados, y los oscuros secretos que pueden mantener unida a una familia». El pueblo de Home engloba los valores tradicionales de la familia nuclear, solo para que sea víctima de la familia Peacock, que representa el lado más oscuro del paraíso. La ciudad representada en «Home» muestra las cualidades positivas de un mundo sin globalización, pero la familia Peacock exhibe los aspectos negativos. La escena final del episodio ha sido descrita como «esencialmente estadounidense», con el último hermano de Peacock alejándose en un Cadillac blanco con su madre «guardada de forma segura en el maletero», lista para explorar una nueva vida.
El concepto de maternidad también se explora en el episodio. Según Elyce Rae Helford, en su libro Fantasy Girls: Gender in the New Universe of Science Fiction and Fantasy Television, la Sra. Peacock funciona como un ser que ha sido reducido «a todas las funciones femeninas» por sus hijos. Ella es «la madre grotescamente dispuesta que ha perdido cualquier sentido de propósito individual» que no sea hacer algo por sus hijos. Sonia Saraiya de The A.V. Club escribe que «la simpatía de Scully por una madre que imagina que es perseguida se vuelve violentamente de cabeza, para revelar un monstruo cuyas prioridades no son tan sencillas». El episodio también es uno de los primeros en explorar el deseo de Scully de convertirse en madre. Grant Bain afirma que el episodio presenta la naturaleza dual del «deseo moderno de maternidad» de Scully, en oposición a la «noción pervertida de familia» de la Sra. Peacock. Helford escribe que la entrada predice «el destino de Scully como madre de una progenie “inmaculadamente” (tecnológicamente) concebida y monstruosa». En la quinta temporada, Scully se entera de que es madre, aunque accidentalmente, después de que sus óvulos fueran extraídos después de su abducción en la segunda temporada, y el resultado es una híbrida extraterrestre/humana llamada Emily. Con la revelación de que Scully está embarazada al final del final de la séptima temporada, «Requiem», el concepto que gira en torno a Scully como madre ocupó un lugar central en las temporadas ocho y nueve con el nacimiento del bebé William.
El uso del ritmo acelerado de «Wonderful! Wonderful!» durante una secuencia de asesinato violento atrajo la atención por su presentación irónica. Jan Delasara en X-Files Confidential calificó el asesinato del Sheriff Taylor y su esposa como el «momento más escalofriante en la serie», resaltado por el uso de una canción pop clásica y animada. Además, establece la subversión de la nostalgia del episodio, mediante el uso de una conocida canción pop durante una escena de muerte.

## Emisión y recepción

### Audiencia y recepción inicial
«Home» se emitió originalmente en la cadena Fox el 11 de octubre de 1996. Tuvo una calificación Nielsen de 11,9, con una participación de 21, lo que significa que aproximadamente el 11,9 por ciento de todos los hogares equipados con televisión y el 21 por ciento de hogares que miraban la televisión, estaban sintonizados en el episodio. Fue visto por 18,85 millones de espectadores. Fue visto por aproximadamente 18,85 millones de espectadores. «Home» sería el único episodio de The X-Files en tener una calificación de TV-MA al momento de la transmisión y el primero en recibir una advertencia de discreción al espectador por contenido gráfico si el sistema hubiera estado presente en ese momento, y la escena inicial se cita en particular debido a su espanto y su similitud con las «convenciones de películas de terror estándar». La única otra instancia de un episodio de The X-Files que ganó una advertencia de discreción al espectador fue en el episodio de la octava temporada, «Via Negativa». Debido a ese contenido, la cadena no repetiría el episodio, la única vez en la historia de la serie que esto sucedió. En 1997, cuando el canal FX realizó un maratón de todo el día de los episodios más populares de X-Files, «Home» fue la opción número uno.
Tras su primera emisión, «Home» recibió varias opiniones positivas de los críticos, aunque algunos criticaron su violencia. Entertainment Weekly le dio al episodio una «A», describiéndolo como «una de las horas más inquietantes de la televisión» y como «un festín cinematográfico para los ojos, lleno de ingenio audaz». Sarah Stegall otorgó al episodio tres estrellas de cinco, comparándolo positivamente con el trabajo más espantoso de los directores David Lynch y Tobe Hooper. Stegall elogió la atmósfera y comentó que el «tan esperado regreso» de Morgan y Wong a la serie fue «definitivamente perturbador, estimulante y desagradable».
Entre las críticas menos favorables, el autor Phil Farrand calificó a «Home» como su episodio menos favorito de las primeras cuatro temporadas del programa en su libro The Nitpicker's Guide to the X-Files, y escribió que «simplemente [no] entendió este episodio», porque «Mulder y Scully parecen imprudentes» y los hermanos Peacock «son más adecuados para los cómics». Paul Cornell, Keith Topping y Martin Day, en su libro X-Treme Possibilities, criticaron el contenido violento del episodio. Topping calificó el episodio de «enfermo», Cornell sintió que las bromas de Mulder y Scully los hicieron parecer crueles, y Day sintió que la violencia se pasó de la raya. Day, sin embargo, ofreció algunas observaciones complementarias, señalando que «Home» de hecho, tenía mérito, y que la yuxtaposición de «Wonderful! Wonderful!» con las travesuras violentas de los Peacocks era algo de lo que «David Lynch estaría orgulloso».

### Recepción posterior

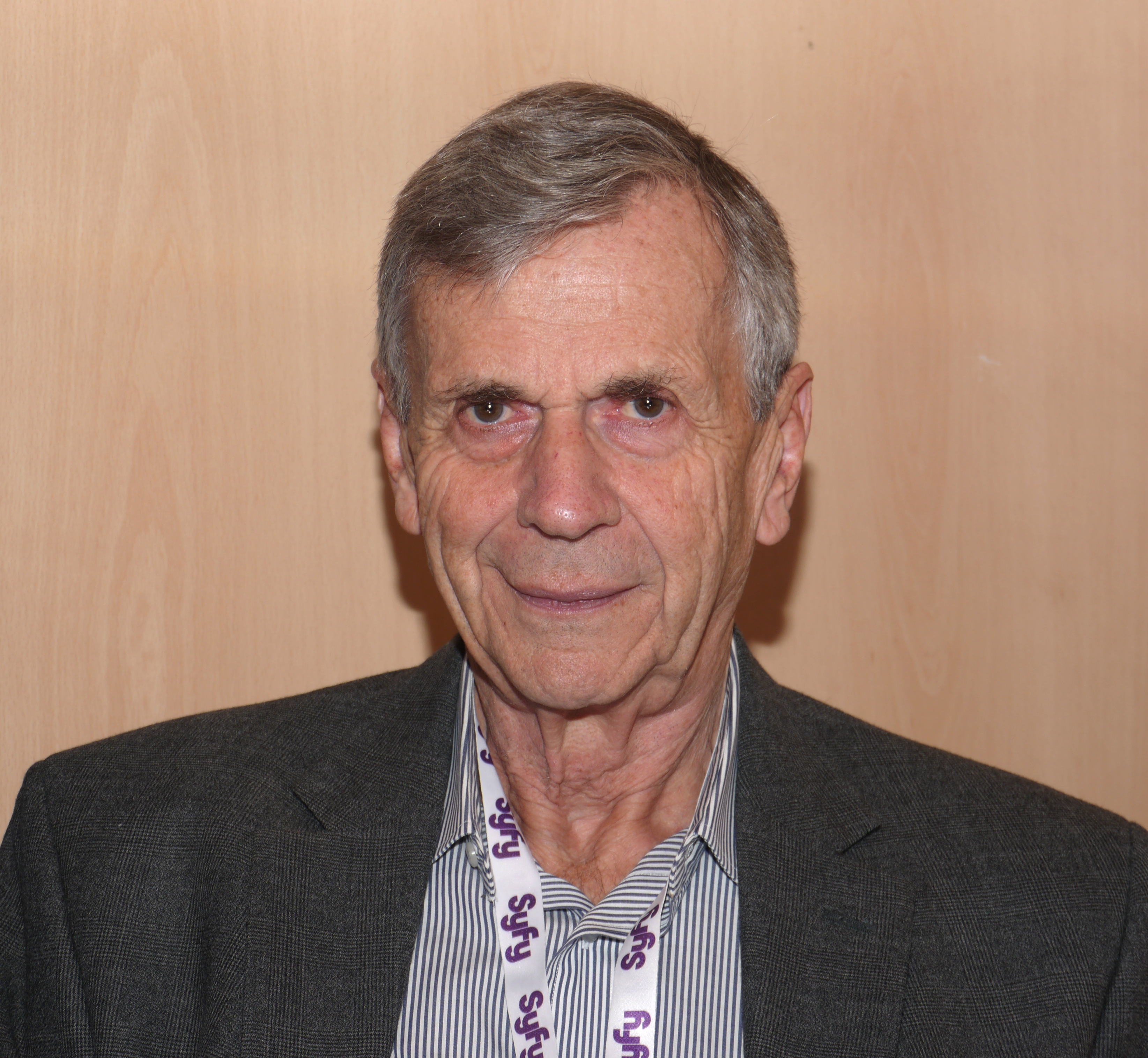
El actor recurrente de la serie, William B. Davis, señala que debido a que el episodio fue tan increíblemente espantoso, algunos fanáticos cuestionaron si deberían continuar viendo la serie.

«Home» ha seguido recibiendo críticas positivas. En una reseña de 2011, Emily VanDerWerff de The A.V. Club le dio al episodio una calificación de «A» y escribió que sería difícil escribir un episodio como «Home» hoy en día, ya que los pueblos pequeños ya no están tan aislados como solían ser gracias a la moderna tecnología de las comunicaciones. Ella elogió la representación de las sensibilidades urbanas y la aterradora familia Peacock, y observó que representaba una «triste despedida de una América extraña que se suavizaba rápidamente». El autor Dean A. Kowalski, en The Philosophy of The X-Files, citó «Home», «Squeeze» y «The Host» como los episodios más notables del «monstruo de la semana».
«Home» a menudo se ha citado como uno de los mejores episodios de X-Files. Emily VanDerWerff de The A.V. Club lo colocó entre los 10 mejores capítulos de la serie y lo calificó como una de las horas de televisión más aterradoras que había visto. En 2009, The Vancouver Sun nombró a «Home» como uno de los mejores episodios independientes de la serie y escribió que, debido a su horrible tema del incesto, el episodio «no anda con rodeos». La escritora de Den of Geek, Nina Sordi, colocó la entrada como la cuarta mejor de la serie en 2009, viendo su humor sombrío y los «momentos que invitan a la reflexión» de los diálogos como los factores que lo convirtieron en uno de los episodios más populares. En 2008, Starpulse le dio a la entrega una mención de honor como uno de los 10 mejores episodios de X-Files. En 2009, Connie Ogle de PopMatters clasificó a la familia Peacock entre los monstruos más grandes de la serie y afirmó que era un milagro que el programa «pasara por alto» a los censores. Kat Hughes de The Companion escribió que «quizás lo más aterrador de “Home” es su final. Aquí [la serie] se aventura en un territorio que muchas películas de terror no se atreven, no resuelve el problema, no hay un final feliz, los buenos no ganaron y los malos todavía están ahí afuera, listos para, como dice la Sra. Peacock, “comenzar de nuevo”».
Los críticos también han calificado a «Home» como una de las entregas más aterradoras de la serie. El novelista Scott Heim en The Book of Lists: Horror lo calificó como la décima transmisión de televisión más aterradora. Heim escribió que varios aspectos del episodio fueron espeluznantes, incluida la casa gótica y la familia misma. Tom Kessenich, en su libro de 2002 Examinations: An Unauthorized Look at Seasons 6–9 of the X-Files, catalogó el programa como el quinto mejor de la serie. Kessenich informó que fue el pináculo de los episodios de terror presentados en The X-Files. William B. Davis dijo que «Home» estaba bien escrita y bien dirigida, pero que era tan espantosa que llevó a algunos fanáticos a preguntarse si querían seguir viendo la serie o no. Argumentó que las películas de terror modernas eran mucho más violentas que cualquier cosa representada en «Home», pero, en ese momento, «era bastante inquietante». En 2017, Vulture nombró a «Home» como el episodio de televisión más aterrador para ver en Halloween.